# 股东积极主义
股东积极主义（英語：Shareholder activism），也被称为股东行动主义，是一种通过股權行使股东权利而向公司管理层施压的一种投资策略，行使股东积极主义的股东就被称为积极股东（Activist shareholder）。积极股东的诉求有财务方面的，也有非财务方面的。积极股东希望能够通过行使股东积极主义影响公司的决策，从而实现自己的诉求。

## 股东积极主义的历史
股东积极主义最早出现在1970年代的美国资本市场。美国的养老基金最早采用了这样一种投资策略，最为著名的就是CALpers.

## 股东积极主义的法律武器
各国的公司法以及有关上市公司的规定赋予了股东各种各样的权利，股东可以通过行使这些权利来向公司管理层表达自己的意见。最为常用的几种法律手段有股东提案，委托投票权争夺战，致管理层公开信等。

## 机构股东积极主义
由于各国公司法对提起股东提案的股东的持股数有要求，机构股东在行驶股东积极主义方面较之个人股东更有优势，而且机构股东行使股东积极主义的收益也更大。

## 代表人物
- 卡爾‧伊坎
- 阿列克謝·阿納托利耶維奇
- 大衛·韋伯
- Isaac Le Maire (1609)
- Nelson Peltz
- Bill Ackman
- Daniel Loeb
- Barry Rosenstein
- Ralph V. Whitworth
- Kirk Kerkorian
- Warren Lichtenstein
- Stephen Mayne
- T. Boone Pickens, Jr.
- Phillip Goldstein
- Theo Botha
- Guy Wyser-Pratte
- D. Kyle Cerminara